# アルバート・ヤトル
アルバート・ヤトル（Albert Yator、1993年12月6日 - 2011年2月6日）は、ケニアの3000メートル障害を専門とする男子陸上選手。
カナダのモンクトンで開催された2010年世界ジュニア陸上競技選手権大会で3000メートル障害で2位で銀メダルを獲得した。2011年2月6日、リフトバレー州エルドレット市内の病院にてマラリアで亡くなっている。17歳だった。